# 道安駅 (咸鏡南道)
道安駅（トアンえき、朝鮮語: 도안역）は、朝鮮民主主義人民共和国咸鏡南道赴戦郡にある駅で、新興線に属する。 

## 隣の駅
新興線
咸地院駅 - 道安駅 - 赴戦湖畔駅